# Соловйов Микола Миколайович (дипломат)
Микола Миколайович Соловйов (29 листопада 1931, місто Череповець, тепер Вологодської області, Російська Федерація — 29 вересня 1998) — радянський і російський дипломат, надзвичайний і повноважний посол СРСР (РФ) в Японії, КНР та Індонезії. Член Центральної контрольної комісії КПРС у 1990—1991 роках. 

## Життєпис
У 1951—1954 роках — студент Московського інституту сходознавства. У 1957 році закінчив Московський державний інститут міжнародних відносин Міністерства закордонних справ (МЗС) СРСР.
У 1957—1958 роках — співробітник центрального апарату МЗС СРСР: референт, старший референт секретаріату заступника міністра закордонних справ СРСР.
У 1958—1961 роках — практикант, перекладач посольства СРСР в Японії.
У 1961—1966 роках — співробітник центрального апарату МЗС СРСР: референт, аташе, 3-й секретар, 2-й секретар Далекосхідного відділу МЗС СРСР.
Член КПРС з 1963 року.
У 1966—1971 роках — 2-й секретар, 1-й секретар посольства СРСР в Японії.
У 1971—1974 роках — завідувач сектору, в 1974—1976 роках — заступник завідувача II-го Далекосхідного відділу МЗС СРСР.
У 1976—1986 роках — завідувач II-го Далекосхідного відділу МЗС СРСР.
13 травня 1986 — 7 серпня 1990 року — надзвичайний і повноважний посол СРСР в Японії.
7 серпня 1990 — 24 січня 1992 року — надзвичайний і повноважний посол СРСР (з грудня 1991 року — Російської Федерації) в Китайській Народній Республіці.
У 1992—1995 роках — директор II-го департаменту Азії МЗС Російської Федерації.
13 вересня 1995 — 29 вересня 1998 року — надзвичайний і повноважний посол Російської Федерації в Індонезії та в Папуа-Новій Гвінеї і Кірибаті (за сумісництвом).
Помер 29 вересня 1998 року.

## Нагороди та відзнаки
- орден Дружби народів
- орден «Знак Пошани»
- медаль «За доблесну працю. В ознаменування 100-річчя з дня народження Володимира Ілліча Леніна» (1970)
- медаль «В пам'ять 850-річчя Москви»
- медаль «Ветеран праці»